# Lhota pod Džbánem
Lhota pod Džbánem je vesnice v Česku, část obce Mutějovice v okrese Rakovník ve Středočeském kraji.

## Historie
První písemná zmínka o vesnici pochází z roku 1325.
V obci Lhota pod Džbánem (222 obyvatel, samostatná obec se později stala součástí Mutějovic) byly v roce 1932 evidovány tyto živnosti a obchody: obchod s dobytkem, družstvo pro rozvod elektrické energie ve Lhotě pod Džbánem, dva hostince, kovář, mlýn, obuvník, čtyři rolníci, řezník, obchod se smíšeným zbožím, trafika.

## Obyvatelstvo
| Rok            | 1869 | 1880 | 1890 | 1900 | 1910 | 1921 | 1930 | 1950 | 1961 | 1970 | 1980 | 1991 | 2001 | 2011 | 2021 |
| -------------- | ---- | ---- | ---- | ---- | ---- | ---- | ---- | ---- | ---- | ---- | ---- | ---- | ---- | ---- | ---- |
| Počet obyvatel | 184  | 234  | 222  | 219  | 237  | 277  | 263  | 182  | 175  | 134  | 121  | 61   | 66   | 89   | 65   |
| Počet domů     | 30   | 36   | 39   | 41   | 47   | 49   | 58   | 59   | 59   | 44   | 46   | 51   | 50   | 54   | 54   |

## Obecní správa
Při sčítání lidu v letech 1850–1960 Lhota pod Džbánem byla samostatnou obcí v okrese Rakovník. Od 12. června 1960 je částí obce Mutějovice v okrese Rakovník.

## Pamětihodnosti
- Socha svatého Vojtěcha

## Osobnosti
Ve vsi se narodil Vladimír Hauptvogel (1914–1944), voják a člen výsadku Chalk.